# ليلي إليز
ليلي إليز (بالإنجليزية: Lily Elise)‏ هي مغنية أمريكية، ولدت في 20 فبراير 1991 في بيركيلي في الولايات المتحدة.